# Baryphymula
Baryphymula kamakuraensis es una especie de araña araneomorfa de la familia Linyphiidae. Es el único miembro del género monotípico Baryphymula.

## Distribución
Se encuentra en Japón.